# Drehbrücke über den Geestemünder Hauptkanal

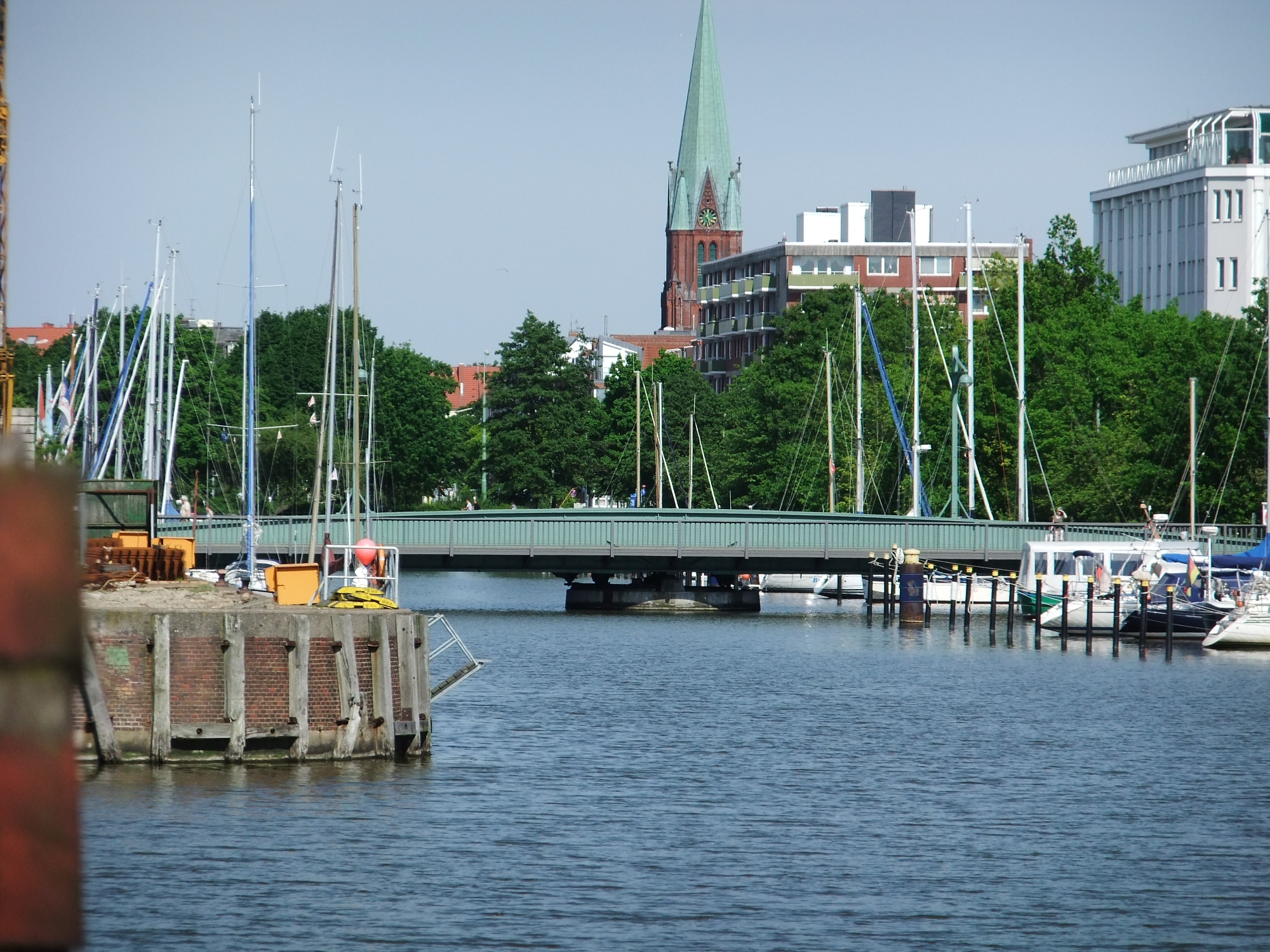
Hauptkanal, Drehbrücke und Christuskirche

Die Drehbrücke über den Geestemünder Hauptkanal in nördlicher Verlängerung der Klußmannstraße in Geestemünde stammt von 1861.
Das Bauwerk wurde 2010 unter Bremer Denkmalschutz gestellt.

## Geschichte
Der Seehafen Geestemünde im hannoverschen Flecken Geestemünde-Geestendorf wurde ab 1857 als Konkurrenz zum 1827 gegründeten Bremerhaven angelegt und ausgebaut. Die Planungen der Hafenanlage von 1859 stammten von dem Wasserbaudirektor, Baurat und Admiralitätsrat Heinrich Adolf Buchholz.
Der Hauptkanal (heute westlich Kanal und östlich Yachthafen) in Geestemünde wurde gleichzeitig mit dem Querkanal und dem großen Bassin des Handelshafens bis 1862 erbaut. Die beiden Stichkanäle sollten die Verbindung zum Petroleumhafen und zum Holzhafen Geestemünde herstellen. Die von Süden kommende damalige Hauptverkehrsstraße führte über die heutige Klußmannstraße (damals Bahnhofsstraße) und Borriesstraße vorbei am Geestemünder Markt (heute Berliner Platz) zur Geeste mit der ersten Alten Geestebrücke von 1857 nach Bremerhaven. Diese Straßenverbindung wurde vom neuen Hauptkanal durchschnitten.
Deshalb war der Bau einer Drehbrücke erforderlich, als wichtige Verbindung zwischen dem Markt und dem früheren Bahnhof Geestemünde. Eine Drehbrücke war erforderlich um den kreuzenden Schiffs- und Straßenverkehr zu ermöglichen.
Auch diese Brücke wurde vom Ingenieur Buchholz in der Bauepoche des Historismus entworfen. Die Ausführung erfolgte von 1860 bis 1861 durch das Unternehmen Harkot aus Haspe (heute Stadtteil von Hagen), die zu den führenden Brückenbauunternehmen der Zeit gehörte.
Bei der großen Spannweite über den Hauptkanal wählten die Ingenieure aus Kostengründen die Anlage einer zweiflügeligen Brücke mit dem Drehpunkt in der Mitte, ähnlich wie bei der ersten Alten Geestebrücke. Die 45 Meter lange Stahl-Nietkonstruktion ruht auf drei Pfeilern. Die Drehung des  eisernen Oberbaus aus englischem Puddelstahl erfolgte auf einem Kranz von 16 Rollen auf dem Mittelpfeiler mit einem Durchmesser von sieben Meter. Das Antriebswerk des beweglichen Oberteils wurde von Hand durch drei Arbeiter vom Mittelpfeiler aus bedient.
1863 wurde der Handelshafen, 1875 der Petroleumhafen (heute überbaut) und 1877 der Holzhafen fertiggestellt.
Von 1881 bis 1964 fuhr die Straßenbahn Bremerhaven eingleisig, in beiden Fahrtrichtungen, über die Kanalbrücke (siehe nebenstehenden Plan). Die VGB-Omnibuslinie 510 überquerte sie noch bis 2000. Ab 1964 wurde die Straßenbahn und ein Großteil des Straßenverkehrs über den Elbinger Platz geführt, der über den zugeschütteten Hafen gebaut wurde.
1931 wurde die Brücke vom MAN Werk Gustavsburg umgebaut. Sie erhielt einen elektrischen Antrieb. 1980 erfolgte eine große Sanierung durch den Bremerhavener Baubetrieb Gustav W. Rogge. 2003 wurde das 140 Tonnen schwere Oberteil von einem Schwimmkran in den Fischereihafen gebracht und dort restauriert. Die hölzernen Gehwege wurden durch Stahl ersetzt sowie Getriebe und Schrankenanlage erneuert. 2021 fand erneut eine grundlegende Sanierung der Brücke statt.
Die Brücke wird vom Weser Yacht Club Bremerhaven für die Durchfahrt der Sportboote betrieben.

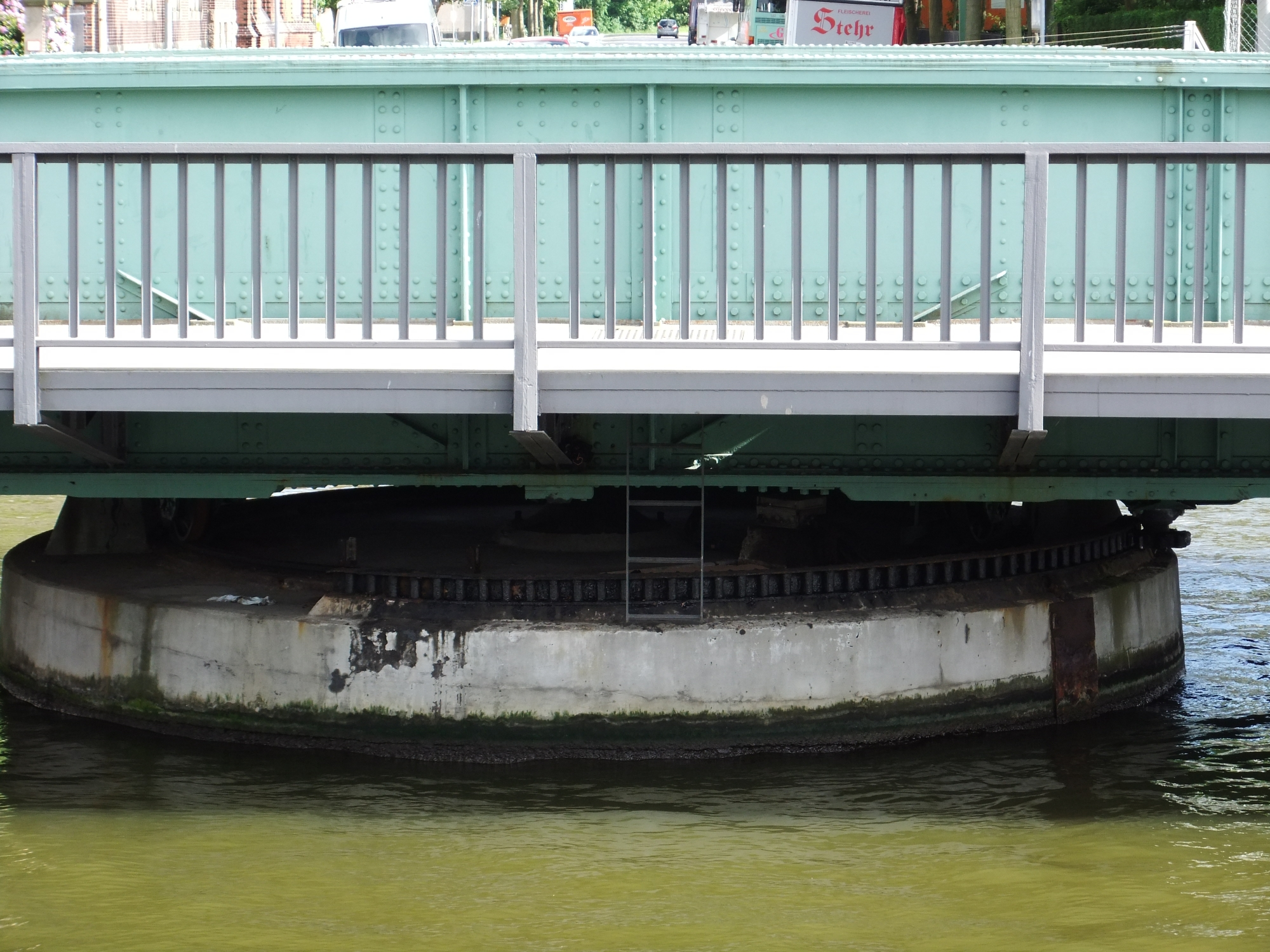
Drehpunkt
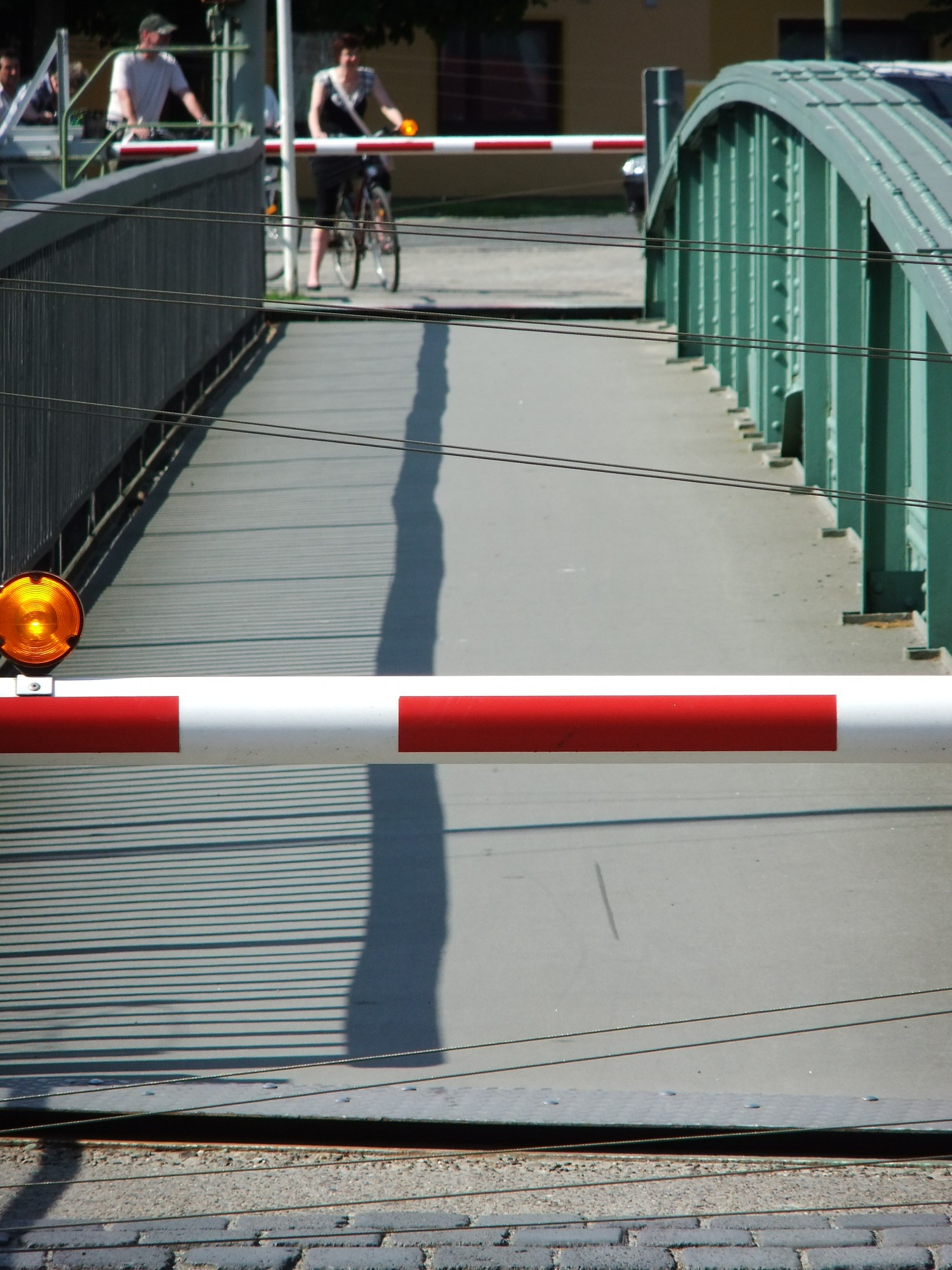
Kippung beim Öffnen
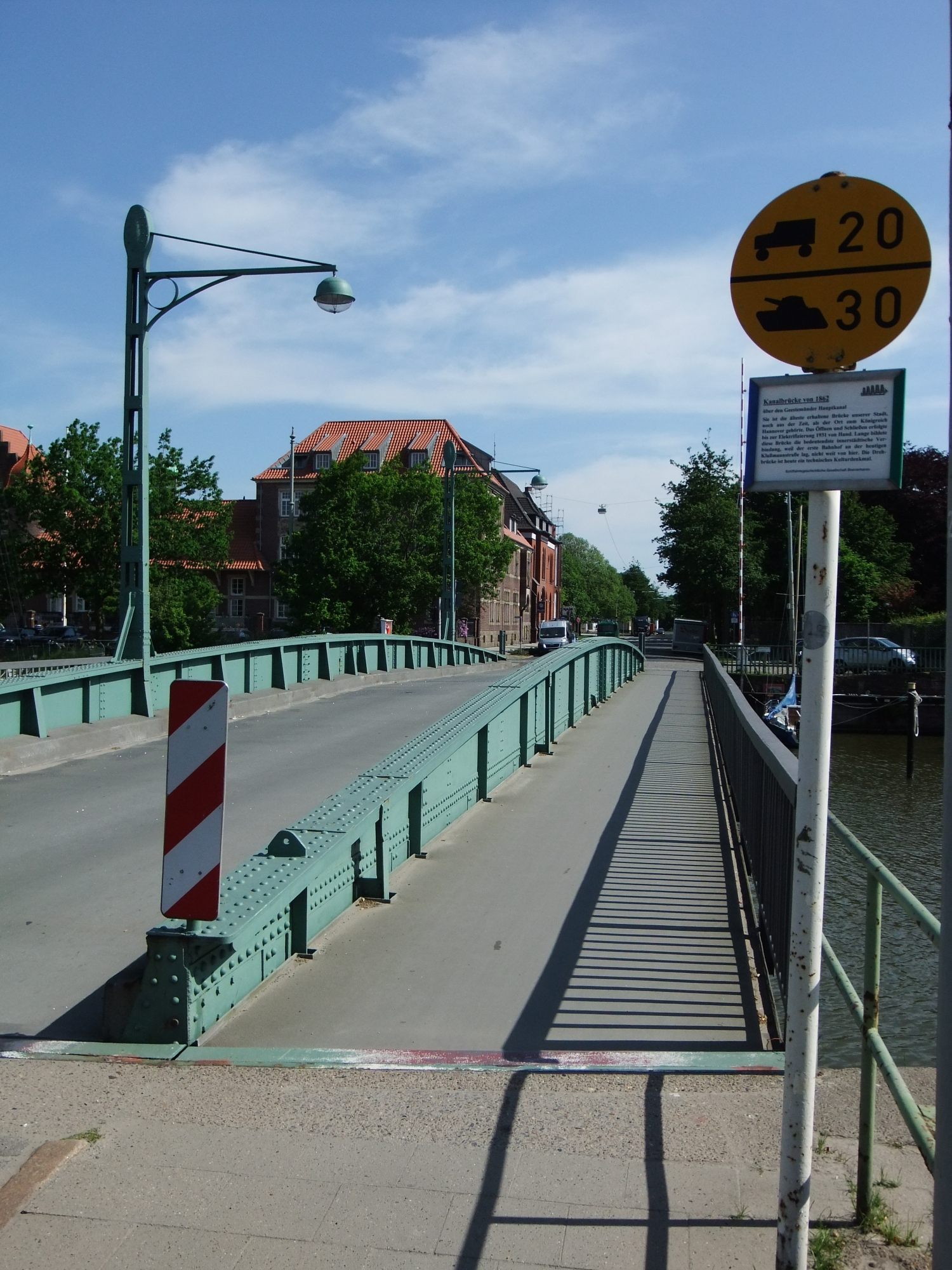
Zur Klußmannstraße

## Siehe auch

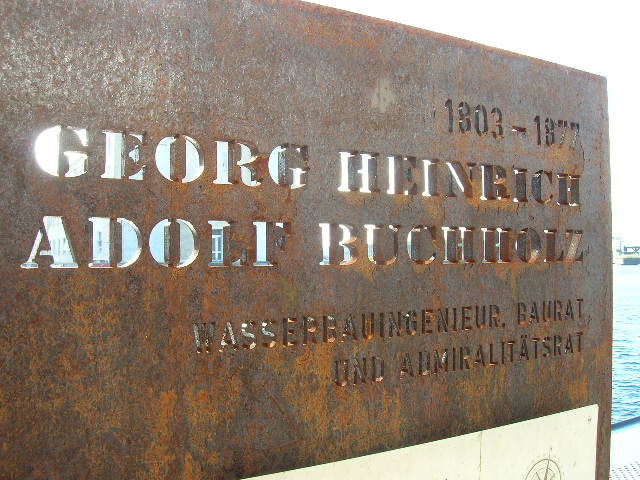
Buchholz-Stele